# Olivier Messiaen
Olivier Messiaen (pronunție franceză: [ɔlivje mɛsjɛ], 10 decembrie1908 Avignon - 27 aprilie 1992 Clichy) a fost un compozitor francez, organist și ornitolog.

## Biografie
A intrat la Conservatorul din Paris la vârsta de 11 ani și a avut ca profesori pe Paul Dukas, Maurice Emmanuel, Charles-Marie Widor și Marcel Dupré. În 1931 a fost numit organist la biserica La Trinité din Paris, post pe care l-a deținut până la moartea sa. Participând ca militar la cel de-al doilea război mondial, în 1940, Messiaen a fost luat prizonier de către germani. În timpul captivității a compus Quatuor pour la fin du temps ("Cvartet pentru sfârșitul lumii") pentru cele patru instrumente disponibile, pian, vioară, violoncel, și clarinet. Piesa a fost cântată pentru prima oară de Messiaen și alți muzicieni prizonieri în fața unei  audiențe de deținuți și paznici. Messiaen a fost numit profesor de armonie la Conservatorul din Paris la scurt timp după eliberarea sa, în 1941,iar din 1966 a funcționat ca profesor de compoziție, până la pensionare, în 1978. Printre numeroșii lui elevi pot fi menționați: Pierre Boulez și Yvonne Loriod (care, mai târziu, a devenit a doua soție a lui Messiaen).

## Operă muzicală
Muzica lui Messiaen este ritmic complexa (el a fost interesat de ritmuri din greaca veche și din surse hinduse), și este melodic și armonic bazat pe modurile de transpunere limitată, care au fost inovarile proprii ale lui Messiaen. Multe dintre compozitiile sale descriu ceea ce el a numit "aspecte minunate de" credință, pe baza lui de nezdruncinat a catolicismul roman. El a călătorit pe scară largă, și a scris lucrări inspirate de influențe diverse, precum muzică japoneză, peisajul Bryce Canyon în Utah, și viața Sfântului Francisc de Assisi. Messiaen a experimentat o forma usoara de synaesthesia: el percepea culori când auzea anumite acorduri muzicale, în special acorduri construite din modurile sale, și el a folosit combinatii ale acestor culori în compozițiile sale. Pentru o perioadă scurtă de timp Messiaen a experimentat asocierea parametrizării cu un "serialism total", în care domeniu acesta este deseori citat ca un inovator. Stilul său a absorbit multe influente muzicale exotice, cum ar fi gamelan indoneziană (percutie reglata de multe ori în lucrările sale orchestrale), și a promovat, de asemenea, .

## Cântecul păsărilor
Messiaen a găsit cântecul păsărilor fascinant; credea că păsările erau cei mai mari muzicieni și a considerat ca el însuși este un ornitolog la fel de mult ca și un compozitor. El a notat cântecul păsărilor în muzica sa. Utilizarea lui inovatoare de culoare, concepția sa personală a relației dintre timp și muzică, utilizarea cântecului păsărilor, iar intenția lui de a exprima idei religioase toate se combina pentru a face muzica lui Messiaen extrem de distinctiva.